# Atentado del tren Thalys de 2015
El atentado al tren Thalys de fecha 21 de agosto de 2015, descrito por la prensa como una tentativa terrorista con armas de fuego, fue abortado por la acción de varias personas presentes en el lugar de los hechos, y tuvo lugar en territorio de la comuna de Oignies (Paso de Calais, Francia), a bordo del tren Thalys n° 9364 que realizaba el servicio Ámsterdam - Paris. En el momento del inicio del ataque, dicho tren se encontraba transitando por la línea férrea conocida como LGV Nord.
Ayoub El Khazzani fue quien realizó este ataque, aparentemente actuando solo. El nombrado es de origen marroquí, y casi seguramente en algún momento fue captado por el islamismo radical para su causa. Al iniciar la acción el citado, ello fue percibido por varios pasajeros, quienes actuaron casi de inmediato logrando desbaratar el atentado, aunque el terrorista de todas maneras pudo hacer varios disparos con una de sus armas. El atacante fue detenido, y algo más tarde interrogado. En sus primeras declaraciones sobre los hechos, el imputado aseguró que no intentaba perpetrar un atentado terrorista sino que trataba de concretar un atraco, aunque parece haber evidencia que efectivamente se trató de un intento fallido de perpetrar una verdadera masacre.

## Contexto
El evento aquí desarrollado se inscribe en una serie de actos terroristas ligados al salafismo jihadista, perpetrados sobre el territorio francés entre 2010 y 2015, y en un contexto del incremento y la mundialización del terrorismo islámico. En una primera instancia el atacante afirmó haber intentado perpetrar un asalto y no un atentado terrorista, si bien lo usual en caso de una tentativa fallida es que se niegue implicación y/o se intente confundir a los investigadores.

## Perfil del sospechoso
El sospechoso no tenía ningún documento de identidad en el momento de su detención, y por tanto la identificación que por el momento se maneja, está casi exclusivamente basada en las declaraciones de las fuerzas del orden.
Y la identidad señalada en las condiciones que acaban de indicarse, corresponde a un hombre de 26 años y nacionalidad marroquí, conocido en tres países como islamista radical, entre ellos Francia, en donde estaba catalogado con una ficha S (o sea, « investigado por seguridad del Estado »). Según los medios de prensa, el sospechoso era conocido por frecuentar mezquitas radicales y también se sabe que viajó a Siria (aunque no se sabe bien con qué propósito).
La persona aludida, con este perfil y antecedentes, al menos un tiempo se dedicó al tráfico ilícito de drogas, dado que por este delito fue condenado a pena de detención en España. Y en marzo de 2014, estas informaciones fueron transmitidas a las autoridades francesas, en razón de la voluntad manifestada por este sujeto de dejar su domicilio de Algeciras (comunidad autónoma de Andalucía, España) para establecerse precisamente en Francia.
La identidad del sospechoso fue ratificada el 22 de agosto de 2015, al día siguiente del ataque, como correspondiendo a Ayoub El Khazzani (o también El-Qazzani), un nacional marroquí, quien habría vivido alrededor de un año en España, para luego pasar unos meses en Francia, y luego nuevamente pasar a Bélgica en el año 2015. El propio sospechoso, durante los interrogatorios, desmintió toda voluntad terrorista, explicando que con su accionar solamente quería « atracar (robar) » a los viajeros.
Pero según los tres estadounidenses que lograron neutralizar al atacante, no habría ninguna duda que el agresor quería cometer un atentado y no despojar de algunos valores a los pasajeros : « No hacen falta ocho cargadores para desvalijar un tren », indicó Anthony Sadler ; y por su parte, Alek Skarlatos señaló « Tenía demasiadas municiones, sus ideas estaban verdaderamente claras ».

## Desarrollo de los hechos

Trazado de las principales líneas férreas utilizadas por el Thalys.

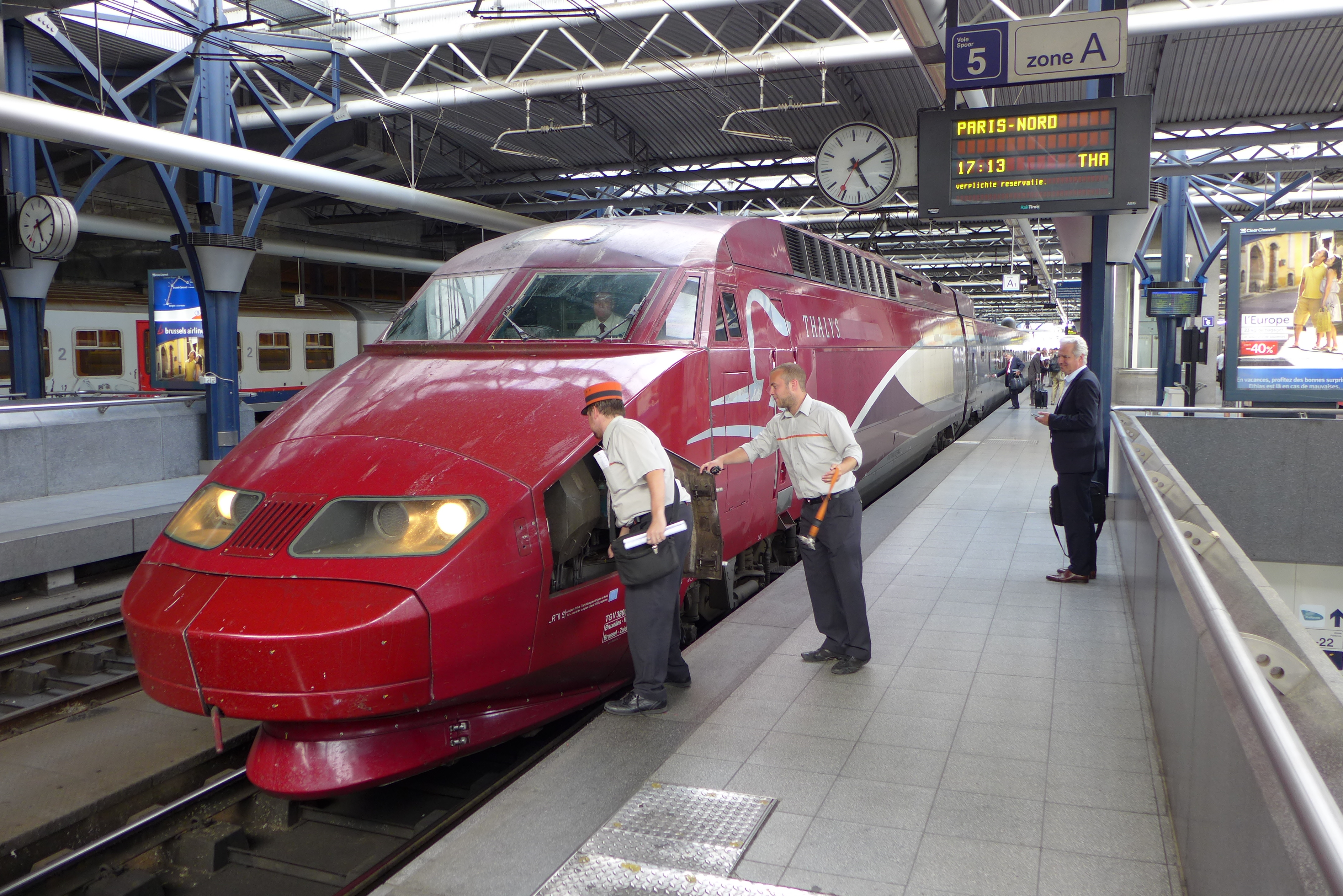
El tren Thalys n° 9364 a su partida de Ámsterdam en junio de 2014.

El viernes 21 de agosto de 2015, hacia la hora 17:50, un hombre de 26 años, armado de un fusil de asalto y nueve cargadores, además de una pistola semiautomática Luger y de un cúter, que había subido al tren Thalys 9364 en la estación de Bruselas Sur, realizó varios disparos en ese tren de alta velocidad, poco después de que el convoy ingresara al territorio francés, y ya en el departamento de Pas-de-Calais. Un primer pasajero francés llamado « Damien », empleado bancario, de 28 años, reaccionó e intentó desarmar al asaltante, casi inmediatamente después que éste saliera armado del aseo, pero su objetivo se vio frustrado, habiendo sido herido en esta acción. Fue entonces cuando otro pasajero, Mark Moogalian, de nacionalidad franco-americano y de 51 años, profesor de inglés en la Sorbonne y también escritor, escultor, y músico, vino en ayuda de « Damien », logrando arrebatar el fusil de asalto al terrorista, aunque éste reaccionó y empuñando su pistola Luger, hizo fuego sobre Moogalian hiriéndole en la espalda.
El terrorista entonces logró recuperar su fusil de asalto, y mientras lo manipulaba, el arma pareció tener algún inconveniente. Fue en ese momento cuando dos pasajeros estadounidenses de vacaciones, Alek Skarlatos (militar reservista de la Guardia Nacional estadounidense), y Spencer Stone (militar de la Fuerza Aérea), se arrojaron sobre el tirador intentando inmovilizarlo. Y muy poco después, ayudados por el pasajero británico Chris Norman así como por Anthony Sadler, este último estudiante estadounidense en la Universidad Estatal de Sacramento y amigo de la infancia de Stone y Skarlatos, entre todos y mancomunadamente lograron desarmar y neutralizar al agresor. Durante esta lucha, Stone fue herido por el asaltante con su cúter tanto en la mano como en el cuello, lo que no impidió de todas maneras que prestase muy poco después su ayuda a Moogalian, quien yacía tendido en el suelo, herido en la espalda por un tiro de pistola.
Entre las 18:00 y 18:30 horas del día de los hechos, el sospechoso fue interceptado en la Gare d'Arras (Pas-de-Calais), lugar hacia el cual el tren Thalys fue desviado. Allí y en un gimnasio de la zona, los 554 pasajeros del tren además fueron verificados respecto de sus respectivas identidades, y sus equipajes fueron minuciosamente investigados, antes de ser trasladados a París ya en la noche. Durante esta investigación, la policía técnica y científica francesa no realizó ningún hallazgo de relevancia.
A las 19:30, el ministro francés del Interior, Bernard Cazeneuve, se presentó en Arras. Y poco antes de las 21:00, el propio presidente de la República, François Hollande, señaló :

Cita: « Tout est mis en œuvre pour faire la lumière et obtenir toutes les informations nécessaires sur ce qui s’est produit ».
Traducción al español: « Se está haciendo todo lo necesario para aclarar este caso, y obtener todas las informaciones que convengan sobre lo que pasó ».

El Palacio del Elíseo (sede de la Presidencia francesa) emitió un comunicado una hora más tarde, señalando que el presidente francés y el primer ministro belga Charles Michel, acordaron telefónicamente cooperar estrechamente en las investigaciones de estos sucesos. Y apenas unos minutos más tarde, la sección antiterrorista de Ministerio Público francés tomó contacto con la investigación a efectos de proceder en consecuencia.
El 22 de agosto, o sea, al día siguiente de los hechos que se desencadenaron en el tren Thalys n° 9364, el sospechoso fue transferido, temprano en la mañana, a las dependencias de la SubDirección AntiTerrorista (SDAT) en Levallois-Perret (Hauts-de-Seine), aún negando el imputado ser un terrorista, una versión que contradice los resultados de las investigaciones realizadas. Hacia la hora 16:00, el Gobierno Federal belga decidió de reforzar las medidas de seguridad en los trenes y las estaciones dentro del territorio nacional. Y hacia la hora 17:00 de ese mismo día, el primer ministro francés Manuel Valls por su parte, anunció que la SNCF iba a poner operativo un número telefónico nacional, para que el público pudiera señalar cualquier situación anormal que se pudiera observar sobre los trenes y en las estaciones, número que en realidad ya existía para señalar situaciones de urgencia o agresiones que pudieran acontecer durante los viajes. Hacia la hora 19:30, el sospechoso fue formalmente identificado como Ayoub El Khazzani, nacional marroquí, quien había residido en España en el 2014 así como en Bélgica en 2015. Oportunamente y en febrero de 2014, esta persona había sido señalada a los servicios franceses por sus colegas españoles, como perteneciente al movimiento islamista radical, y además, el 10 de mayo de 2015, también había sido localizado en Berlín, donde habría embarcado para Turquía y luego para Siria, para volver más tarde a Francia.

## Cuestiones polémicas
El actor francés Jean-Hugues Anglade estaba presente con sus hijos y su compañera en el tren cuando ocurrieron los eventos que se describen en este artículo, y se hirió ligeramente la mano tratando de activar la señal de alarma, en el momento que el individuo armado comenzó a hacer fuego sobre los pasajeros. En las horas que siguieron al tiroteo, el citado actor criticó la actitud del personal de la compañía, afirmando que habían abandonado a los pasajeros ante la intromisión del asaltante, aunque expresó su agradecimiento y homenaje a los héroes que reaccionaron y pudieron controlar a ese desquiciado fanático. El semanario Le Point pone en duda las afirmaciones del actor y su propósito, y un controlador también desmiente su testimonio.
La sociedad Thalys por su parte, representada por su directora general Agnès Ogier, defendió a los empleados de la empresa que, según ella, « cumplieron con sus obligaciones » en absoluto estoy de acuerdo con el actor respecto de su postura, indicando : « Él y todos los pasajeros vivieron un fuerte choque, y todo pasó muy rápido. Todos necesitamos un poco de tiempo para comprender realmente lo que pasó. ». Michel Bruet, uno de los empleados en servicio a bordo del tren, dijo no saber porqué el señor Anglade tiene esta actitud respecto del personal del Thalys. El actor fue recibido el 23 de agosto de 2015 por el presidente de la SNCF, Guillaume Pepy, y un comunicado de prensa conjunto fue dado a difusión, en el cual se indica que el testimonio de Jean-Hugues Anglade y de su compañera, así como el de los otros pasajeros, será tomado en cuenta en la investigación interna instrumentada por Thalys.
Otro asunto que también podría tener derivaciones polémicas, son las afirmaciones hechas por el abogado de Ayoub El Khazzani, denunciando el tratamiento dado a su cliente en oportunidad que se lo llevaba al Palacio de Justicia; en relación con este asunto, sus expresiones fueron las siguientes: « Encuentro esto escandaloso y vergonzoso. Cualquiera sea la naturaleza de los hechos que le sean reprochados, bajo ningún concepto se debería caer en un tratamiento inhumano y degradante. »).

## Investigaciones
En relación con estos hechos, dos investigaciones distintas fueron iniciadas por las autoridades, una de ellas en Francia, y la otra en Bélgica. Asimismo, la sociedad Thalys también inició independientemente, su propia investigación interna.

### Investigación francesa
El 21 de agosto de 2015, la sección antiterrorista del llamado Parquet de París, tomó a su cargo la investigación de los sucesos reseñados, « en vista del armamento utilizado, del desarrollo de los hechos, y del contexto ».
Y teniendo en cuenta los indicios y sucesos que le eran imputados, el sospechoso inicialmente fue ubicado en detención preventiva, aunque según la Policía Nacional francesa, teniendo en cuenta el modus operandi aplicado, el ataque, y sus preparativos, todo parece señalar que se intentaba concretar un ataque terrorista.
En la noche del 25 al 26 de agosto de 2015, el autor del ataque, Ayoub El Khazzani, fue imputado por tentativa de asesinatos, porte de armas, y asociación ilícita, en relación con un acto terrorista. Y conforme a los procedimientos judiciales en Francia, el sospechoso fue puesto en detención provisoria. Según el procurador de la República François Molins, el sospechoso El Khazzani fue neutralizado « en sus preparativos previos, evitando así una verdadera masacre ».
François Molins también señaló que, antes del ataque, el asaltante se motivó consultando a bordo del Thalys y desde su teléfono móvil, un registro sonoro difundido en YouTube en el que un desconocido exhortaba a sus fieles a « ir al combate empuñando armas en nombre del Profeta », agregando que el asaltante sin duda había resuelto pasar a los hechos, haciendo uso de sus armas para eliminar a todos quienes se opusieran a él en el tren, y cumpliendo así un proyecto planificado y premeditado.

### Investigación belga
Según el portavoz de la organización jurisdiccional belga, en Bélgica se abrió una investigación de inmediato « sobre la base de la ley antiterrorismo », dado que una persona fuertemente armada había subido al tren Thalys 9364 dentro de su territorio, en la gare de Bruxelles-Midi, y ello naturalmente implicaba gran responsabilidad, y era algo central a investigar.

### Investigación interna de la sociedad Thalys
Por iniciativa del presidente de la SNCF Guillaume Pepy, una investigación interna fue iniciada, a efectos de aclarar hechos y responsabilidades, en relación con el desarrollo de los evento que se sucedieron durante el ataque, y en los momentos posteriores y previos.

## Consecuencias en relación con la seguridad en las estaciones ferroviarias y en los trenes
La SNCF anunció que establecía un « número telefónico nacional de advertencia sobre situaciones anormales ». El número telefónico 3117, ya existente y a utilizar para los casos de « víctimas o testigos de un robo, de un acto de violencia, de algún malestar o problema de salud de alguna persona, o de cualquier otro peligro », asimismo también será utilizado en lo sucesivo para la vigilancia de sospechosos y de personas que actúan en forma extraña.
Igualmente, el presidente de la SNCF Guillaume Pepy, también anunció un reforzamiento del patrullaje en los trenes, asignando 3000 agentes de la Sûreté ferroviaire (SUGE) para estas funciones. Según el citado, el cierre del acceso a los andenes y el control sistemático del equipaje no podrán ser implementados, en razón del tráfico veinte veces más elevado que en el caso del transporte aéreo, pero podrán y deberán ser realizados controles aleatorios, a pesar de los riesgos ya expresados en cuanto a discriminación al elegir a quienes serán revisados.
La actitud de los pasajeros que lograron controlar al terrorista islamista actuante, fue elogiada por las autoridades locales, y la ciudad de Arrás les otorgó la distinción de la ciudad. En este sentido, el propio ministro del Interior Bernard Cazeneuve, así como el primer ministro francés Manuel Valls, alabaron y destacaron esta conducta. Al extranjero, el propio presidente de los Estados Unidos Barack Obama, se unió al reconocimiento y agradecimiento a sus compatriotas, por la forma como ellos actuaron en una situación realmente muy difícil.
Y el 24 de agosto de 2015, el presidente de la República François Hollande otorgó a los estadounidenses Anthony Sadler, Alek Skarlatos, y Spencer Stone, así como al británico Chris Norman, con la condecoración de la Légion d'honneur, durante una ceremonia celebrada en el Palacio del Elíseo. Un comunicado de prensa precisó que « Damien », el pasajero francés que aún quiere guardar su anonimato, y el pasajero franco-estadounidense Mark Moogalian, quien aún está hospitalizado en Lille, ulteriormente recibirán ellos también esa distinción honorífica francesa.

## Cronología de atentados ocurridos en Francia en el año 2015
- 7 de enero de 2015 : Atentado terrorista islamista en la sede de 'Charlie Hebdo' : Dos hombres armados y con pasamontañas, los hermanos Kouachi, penetraron en la redacción del semanario Charlie Hebdo en París, matando a doce personas e hiriendo gravemente a otras cuatro.
- 8 de enero de 2015 : El islamista radical Amedy Coulibaly ametralló en plena calle a una policía municipal y a un agente municipal en Montrouge, con el resultado de un muerto y un herido grave.
- 9 de enero de 2015 : Al día siguiente, Amedy Coulibaly logró concretar una toma de rehenes en el mercado Hyper Cacher en la puerta de Vincennes, en París, con el resultado de cinco muertos (entre ellos el terrorista) y cuatro heridos. Paralelamente, los hermanos Chérif y Saïd Kouachi, presuntos autores del atentado a 'Charlie Hebdo' del día 7 de ese mismo mes, concretaban una toma de rehenes en una imprenta de Dammartin-en-Goële, aunque más tarde fueron abatidos por las fuerzas del orden.
- 3 de febrero de 2015 : Moussa Coulibaly agredió con arma blanca a tres militares en misión relativa al Plan Vigipirate, frente a un centro comunitario judío en Niza. Algunos minutos después de esta agresión, este individuo fue interceptado por las fuerzas del orden, y durante su detención provisional y correspondientes investigaciones, este sujeto dejó en evidencia su odio a los judíos y a los militares, denunciando las persecuciones en las que, según él, los musulmanes serían las víctimas.[61]
- Entre el 9 y el 10 de abril de 2015 : Ciber-ataque de TV5 Monde que tuvo como consecuencia la detención de la difusión de los programas de la cadena francófona de televisión TV5 Monde. Este ataque, sin precedentes en la historia de la televisión, fue reivindicado por el grupo « Cybercaliphate », reclamando ser de la organización Estado Islámico.
- 19 de abril de 2015 : Sid Ahmed Ghlam, argelino e islamista radical de 24 años, preparaba ese domingo a la hora de la misa, un atentado contra las dos principales iglesias de Villejuif : la iglesia Saint-Cyr-Sainte-Julitte en el centro de la ciudad, y la iglesia Sainte-Thérèse al norte. Según el sacerdote de Saint-Cyr-Sainte-Julitte, habría ese día unas 300 personas, y durante la ceremonia, no había ningún tipo de protección policial. A la hora 8:50, este argelino toma la iniciativa de llamar al Service d'aide médicale urgente (SAMU), pues se había herido de bala gravemente en la cadera y la rótula. Según los investigadores, habría sido él mismo quien se hirió durante una tentativa de hurto del vehículo de Aurélie Châtelain, a quien mató, para luego incendiar el automóvil junto con el cuerpo de la joven mujer. Debido a este incidente, la policía arrestó entonces a Sid Ahmed, evitando así una casi segura masacre.
- 26 de junio de 2015 : Atentado terrorista en Saint-Quentin-Fallavier en Isère (departamento francés de la región de Ródano-Alpes), en donde al menos un hombre, con un automóvil bélier, hizo explotar las bombonas de gas en una usina industrial. Un cuerpo decapitado con inscripciones en árabe y literatura de fe musulmana, fue encontrado en proximidad del lugar de los hechos. El principal sospechoso es argelino-marroquí, ligado al movimiento salafista.[62]
- 21 de agosto de 2015 : Atentado al tren Thalys 9364 : Un islamista radical armado que disponía de armas y municiones y que se aprestaba a utilizarlas, fue neutralizado in extremis en uno de los vagones del tren.[63][64]
- 13 de noviembre de 2015: Los atentados en París de noviembre de 2015 fueron varios ataques terroristas cometidos en la noche del 13 de noviembre de 2015 en la capital francesa y su suburbio de Saint-Denis, perpetrados por atacantes suicidas islamistas en los que murieron 137 personas y otras 415 resultaron heridas. Un tiroteo en el restaurante Petit Cambodge, en el X Distrito de París, se saldó con al menos cuatro muertos. Un segundo tiroteo tuvo lugar en el teatro Bataclan, en el XI Distrito de París, con al menos 100 rehenes.En una brasserie cercana al Estadio de Francia, una explosión dejó al menos diez muertos o heridos. La autoría de los ataques fue reivindicada por la organización yihadista Estado Islámico

## Cronología de atentados terroristas islamistas del año 2015 fuera de Francia
- 8 de enero de 2015 – Masacre de Baga, en la que Boko Haram atacó la ciudad de Baga al norte de Nigeria, matando al menos a 200 personas.[65][66]

- 27 de enero de 2015 – Un comando de 5 yihadistas atacó el hotel 5 estrellas Corinthia en Trípoli, capital de Libia, dejando 10 muertos (entre ellos 5 extranjeros). Este ataque fue reivindicado por la rama libia del Estado Islámico.[67][68]

- 30 de enero de 2015 – Un kamikaze mató al menos a 55 personas e hirió a otras 59 personas, en una mezquita chiita al sur de Pakistán.[69][70]

- 13 de febrero de 2015 – Militantes fuertemente armados mataron a 19 personas e hirieron a otras 40, después de irrumpir en una mezquita chiita durante la plegaria del viernes, en un suburbio de Peshawar, en Pakistán.[71]

- 14 de febrero de 2015 – Atentados en Copenhague, en Dinamarca, en el que un hombre armado abrió fuego en el café Krudttoenden de dicha ciudad, y un poco más tarde en la Gran Sinagoga de Copenhague, matando a dos civiles y haciendo cinco heridos.[72]

- 7 de marzo de 2015 – Atentado de Bamako, en el que varios asaltantes atacaron el bar La Terrasse, especialmente frecuentado por expatriados europeos, y en donde como resultado de esta acción hubo 5 muertos y 9 heridos. El ataque fue reivindicado por Al-Mourabitoune, un grupo yihadista salafista.[73]

- 18 de marzo de 2015 – Ataque al Museo Nacional del Bardo, en Túnez, el que tuvo lugar hacia la hora 12:30 en Bardo, muy cerca de la ciudad capital, y el que causó la muerte de 23 personas, entre ellas 20 turistas, un agente de las fuerzas del orden, y los dos terroristas, y el que además provocó 47 heridos. El ataque fue reivindicado al día siguiente por el grupo terrorista Estado Islámico.[74]

- 20 de marzo de 2015 – Ataque a dos mezquitas yemeníes reivindicado por el Estado Islámico, y que provocó 142 muertes y centenas de heridos, a través de tres explosiones que tuvieron lugar en dos mezquitas chiitas en Yemen, durante la gran oración del viernes. Dos explosiones ocurrieron en la mezquita Badr, al sur de Sanaa, y casi simultáneamente una tercera explosión en la mezquita Al-Hashahush, en el norte de Sanaa.[75]

- 2 de abril de 2015 – Ataque a la Universidad de Garissa por el grupo yihadista Al-Shabbaab, en Kenia, y que provocó 152 víctimas.[76][77][78][79]

- 26 de junio de 2015 — Ataque con metralleta en un hotel en la región de Sousse, en Túnez, reivindicado por el Estado Islámico, y que causó 38 víctimas, en su mayoría turistas europeos.[62]

- 26 de junio de 2015 — Atentado suicida en una mezquita de Kuwait, reivindicado por el Estado Islámico, y que hizo 27 muertos y 227 heridos.[62]

- 11 de julio de 2015 — Atentado, también reivindicado por el EI, contra el consulado de Italia en El Cairo, a la hora 6:30, y con el resultado de un muerto y 4 heridos.[80]

- 18 de julio de 2015 – Atentado suicida con coche bomba y que provocó al menos 90 muertos, en Khan Bani Saad, una ciudad mayoritariamente chiita a 20 kilómetros al norte de Bagdad, en Irak, la víspera de la fiesta de la ruptura del ayuno Aïd el-Fitr; esta acción fue reivindicada por el Estado Islámico.[81]

- 20 de julio de 2015 – Atentado suicida con bomba, que dejó al menos 28 muertos en el jardín del centro cultural kurdo de Suruç, ciudad turca próxima a la frontera turco-siria.[82]

- 22 de julio de 2015 – Doble atentado suicida atribuido a Boko Haram, en Maroua, en el extremo norte de Camerún.[83]

- 25 de julio de 2015 – Atentado suicida cometido por una adolescente de 12 años, y que provocó al menos 20 muertos y 79 heridos, el sábado a la tarde, en un bar del barrio popular de Maroua, al norte de Camerún.[84]

- 26 de julio de 2015 – Atentado suicida que provocó al menos 19 muertos y 47 heridos en Damaturu, en el noreste de Nigeria.[85]